# Joseph Bücker

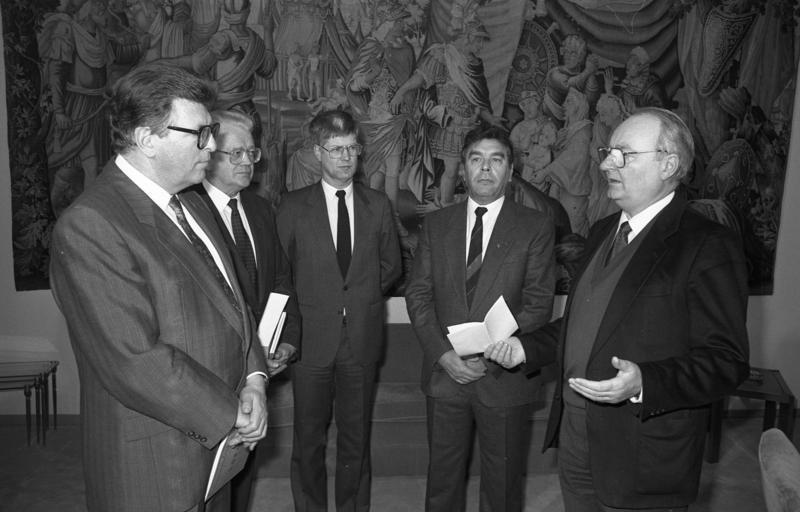
Joseph Bücker (2. v. l.) 1987 bei der Übergabe des Berichts des Untersuchungsausschusses "Neue Heimat" an Bundestagspräsident Philipp Jenninger.

Joseph Bücker (* 9. Februar 1927 in Coesfeld; † 14. Mai 2001 in Bonn) war ein deutscher Verwaltungsjurist und von 1984 bis 1991 Direktor beim Deutschen Bundestag.

## Leben
Der Sohn eines Lehrers besuchte die Staatliche Oberschule für Jungen in Coesfeld und wurde im April 1943 zunächst als Luftwaffenhelfer, im Sommer 1944 zum Reichsarbeitsdienst und im Dezember 1944 noch zur Wehrmacht eingezogen. Nach Kriegsende holte er 1946 das Abitur nach, begann ein Studium der katholischen Theologie in Münster und Bonn, wechselte aber 1950 zur Jurisprudenz. Nach der ersten (1953 in München) und zweiten (1958 in Düsseldorf) juristischen Staatsprüfung wurde Bücker 1965 mit einer Arbeit über Die Zuverlässigkeit von Individualgesetzen nach dem Grundgesetz zum Dr. jur. promoviert.  Er war seit 1949 Mitglied der katholischen Studentenverbindung KDStV Aenania München und wurde später noch Mitglied der KDStV Winfridia (Breslau) Münster, beide im CV.
Schon während seines Studiums war Bücker politisch engagiert, wurde 1952/1953 Vorsitzender des Allgemeinen Studentenausschusses der Universität München und der Bayerischen Studentenschaft. 1953/1954 war er Vorstandsmitglied des Verbands Deutscher Studentenschaften (VDS) in Bonn. Dort wurde Bundestagspräsident Eugen Gerstenmaier auf Bücker aufmerksam und holte ihn im März 1958 als wissenschaftlichen Assistenten und Ausschusssekretär in die Bundestagsverwaltung.
1982 wurde Bücker Fachbereichsleiter Parlamentsrecht und bald darauf im Range eines Ministerialdirigenten Leiter der Abteilung Parlamentsdienste, der neben dem Parlamentssekretariat und Stenografischen Dienst auch das Referat Parlamentsrecht sowie das Sekretariat des Ausschusses für Wahlprüfung, Immunität und Geschäftsordnung zugeordnet war. 1984 wurde Bücker schließlich vom damaligen Bundestagspräsidenten Rainer Barzel zum Direktor beim Deutschen Bundestag und damit zum faktischen Leiter der Verwaltung des Deutschen Bundestages berufen. Am 13. Juni 1991 schied Bücker vor Erreichen der Altersgrenze aus dem Amt aus; sein Nachfolger wurde zum 1. Juli 1991 Rudolf Kabel.
Bücker galt als einer der besten Kenner des deutschen Parlamentsrechts und legte 1981 die erste vollständige Neuausgabe seines
Handbuchs für die Parlamentarische Praxis vor, das er auch nach seiner Verabschiedung in den Ruhestand weiter betreute. Politisch engagierte Bücker sich in der CDU, für die er bei der Bundestagswahl 1969 vergeblich auf der nordrhein-westfälischen Landesliste kandidierte.

## Auszeichnungen
- Großes Bundesverdienstkreuz mit Stern (1991)